# Uppdrag granskning
Uppdrag granskning, förkortat UG, är ett svenskt TV-program för undersökande journalistik som sänds i Sveriges Television. Mest känd av de medverkande reportrarna är Janne Josefsson, men dess redaktion består sammanlagt av ungefär 30 personer med huvudredaktion i Göteborg. Ansvarig utgivare är Axel Björklund och projektledare är Marianne Westman. Programmet började sändas den 17 januari 2001, och ersatte då Norra Magasinet, Striptease och Reportrarna.
Programmet sänds 45 veckor om året och når varje vecka (2011) cirka tio procent av befolkningen. Uppdrag granskning har stort genomslag i samhällsdebatten och har sedan starten 2001 erövrat en lång rad nationella och internationella utmärkelser.
När Uppdrag granskning började sändas ärvde det redaktionsresurser från de tre program som det ersatte och hade därför redaktioner på fyra orter, Stockholm, Göteborg, Malmö och Umeå. I april 2008 meddelade SVT att redaktionerna i Stockholm och Malmö skulle läggas ned och Umeåredaktionen bantas.
Programmet leddes ursprungligen av Kattis Ahlström från en studio i Stockholm. Hon efterträddes av Karin Hübinette hösten 2002. Elisif Elvinsdotter tog över som programledare från våren 2005 fram till hösten 2006 då Janne Josefsson och Karin Mattisson blev nya programledare. Samtidigt slutade man presentera programmet från en studio. Sedan 2018 delar Karin Mattisson programledarskapet med Ali Fegan.

## Historik
Uppdrag granskning började sändas den 17 januari 2001 och ersatte då programmen Norra Magasinet, Striptease och Reportrarna. Programledare var Kattis Ahlström och programmet sändes i SVT2.
Förändringen orsakade en viss kritik från andra journalister. Det nya programmet hade sämre tittarsiffror än det som det ersatte, vilket bidrog till kritiken.  I april publicerade tidningen Journalisten en krönika där Jan Guillou kritiserade valet av Ahlström som programledare och menade att det blivit "bimbofierat". Medieforskaren Stig Hadenius kallade i en DN-artikel sammanslagningen för "entydigt katastrofal". En debatt i ämnet arrangerades av Publicistklubben i Stockholm.
Till hösten 2001 flyttades programmet till SVT1 i hopp om att tittarsiffrorna skulle förbättras.

## Medarbetare i urval
Följande personer arbetar i redaktionen för Uppdrag granskning:
- Axel Björklund, projektledare och ansvarig utgivare
- Marianne Westman, projektledare
- Karin Mattisson, innehållsredaktör, programledare
- Petter Bagge, programredaktör
- Ella Hopf Berger, digital redaktör
- Hans Peterson Hammer, redaktör
- Frida Johanson, redaktör
- Lars-Göran Svensson, redaktör
- Nils Hanson, redaktör
- Ali Fegan, programledare, reporter
- Anna-Klara Bankel, reporter
- Sven Bergman, reporter
- Henrik Bergsten, reporter
- Samir Bezzazi, reporter
- Joachim Dyfvermark, reporter
- Staffan Florén Sandberg, reporter
- Jesper Henke, reporter
- Axel Gordh Humlesjö, reporter
- Petter Ljunggren, reporter
- Ida Nordén, reporter
- Lena Sundström, reporter
- Linda Larsson Kakuli, researcher
- Fredrik Laurin, researcher
- Sally Eriksson, videoreporter
- Jonas Pettersson, videoreporter
- David Lindahl, webbreporter
- Magnus Svenungson, reporter
- Lina Makboul, reporter
- Henrik Bergsten, reporter
- Richard Aschberg, reporter
- Anna Jaktén, reporter

## Utmärkelser
Reportage som valstugorna där flera politiker gjorde främlingsfientliga uttalanden, de misstänkta mutorna i exporten av JAS 39 Gripen och reportaget "Den andra våldtäkten" om en våldtäkt i Bjästa har belönats med Bonniers Stora Journalistpris. Reportage om arbetsförhållandena för städare på McDonalds, när kyrkogårdsarbetare krossade kistor, hur den odlade laxen tär på havet, och hur påven försökte skydda en förintelseförnekare är andra reportage som fått svenska och internationella utmärkelser som Årets Miljöjournalist, The IRE-award (Investigative Reporters and Editors), och Kristallen 2010.
Ett av Uppdrag gransknings mest uppmärksammaste program, var i november 2004, då programmet avslöjade att M/S Estonia fraktat militär elektronik, två veckor, respektive en vecka före olyckan. Kristallen 2013 gick till programmet för årets granskning med reportaget TeliaSonera – Uzbekistanaffären.

## Kritik
Uppdrag granskning har vid upprepade tillfällen blivit fällda av Granskningsnämnden för radio och TV. Ett inslag som fälldes var ett reportage från 2013 om hockeylaget Leksands IF.
Programmet har också fått omfattande kritik för att det "hänger ut" enskilda personer. De som intervjuas får ingen eller liten möjlighet att förbereda sig för intervjuer. Det påstås att personer som redaktionen har bestämt sig för är "bovar" i dramat framställs med negativ dramaturgi.
Den 21 april 2020 publicerades en rapport som Uppdrag Granskning beställt av en extern utredare, Johan Åsard (tidigare på Kalla Fakta), om avsnittet Spelet om de apatiska barnen från 2006. Uppdrag Granskning beskriver förbättringar av faktakontroll som de gjort sedan programmet sändes och sammanfattar rapporten som "Han anser att reportaget ger en förenklad och ensidig bild av den statliga utredning som tillsatts." Johan Åsard skriver i en sammanfattning av rapporten bland annat: "Resultatet är inte tillförlitligt. Det är också djupt problematiskt att de omständigheter som talade emot eller komplicerade resultatet av undersökningen inte redovisades i programmet.”, ”Det görs flera felaktiga påståenden i sak.”, ”Som framgått var faktakollen undermålig.”, ”Sammantaget ger dessa sakfel ett förledande intryck av oegentligheter som inte fanns.”

## Vinjett
Uppdrag gransknings första vinjett producerades av designbyrån Bob 601. Som signatur användes en redigerad version av Miles Davis Mystery.
När programmet flyttade till Göteborg år 2006 fick programmet en ny signaturmelodi, specialkomponerad av Jean-Paul Wall. Från och med 2011 används en vinjett där kameran rör sig framåt i folktomma korridorer, i ett sjukhus, en skola, ett snabbköp, en utsmyckad salong, och en gångtunnel. Den producerades av produktionsbolaget Brokendoll. Vinjettmusiken är en uppdaterad version av Jean-Paul Walls signatur från 2006.